# Dentella dioeca
Dentella dioeca là một loài thực vật có hoa trong họ Thiến thảo. Loài này được Airy Shaw mô tả khoa học đầu tiên năm 1934.